# Giardomyia
Giardomyia is een muggengeslacht uit de familie van de galmuggen (Cecidomyiidae).

## Soorten
- G. britannica Milne, 1960
- G. emarginata (Felt, 1907)
- G. hudsonica Felt, 1908
- G. menthae Felt, 1908
- G. phosphila (Felt, 1907)
- G. piperitae (Felt, 1907)